# Дойду (река)
Дойду́ (Дойды) — река в России, протекающая по Верхнеколымскому улусу Якутии, левый приток реки Ожогина. Длина реки — 198 км, площадь водосборного бассейна — 1740 км². Исток находится на южных склонах кряжа Хангастас, на высоте более 400 м над уровнем моря. Протекает в пределах Колымской низменности в лесотундровой зоне. В верховьях течёт на восток, затем преимущественное направление течения меняется на юг. Русло сильно меандрирует. В среднем и нижнем течении в бассейне реки множество озёр (Оргуллах, Кордюген и др.). Впадает в реку Ожогина на отметке ниже 51 м над уровнем моря в 198 км от её впадения в Колыму. Ширина перед устьем — 28 м при глубине 0,6 м; скорость течения в низовьях составляет 0,6 м/с. Населённых пунктов на реке нет. Наиболее крупные притоки — реки Дюляй длиной 53 км и Кенгелях длиной 42 км.

## Данные водного реестра
По данным государственного водного реестра России и геоинформационной системы водохозяйственного районирования территории РФ, подготовленной Федеральным агентством водных ресурсов:
- Бассейновый округ — Анадыро-Колымский
- Речной бассейн — Колыма
- Речной подбассейн — Колыма до впадения Омолона
- Водохозяйственный участок — Колыма от водомерного поста ГМС Коркодон до водомерного поста города Среднеколымск
- Код водного объекта — 19010100412119000039730